# Општина Франчешти-Манастирени (Валча)
Франчешти-Манастирени (рум. Frânceşti-Mânăstireni) општина је у Румунији у округу Валча.
Oпштина се налази на надморској висини од 411 m.